# Stara Warszawa zimą - ulica Brzozowa
Stara Warszawa zimą - ulica Brzozowa – obraz olejny namalowany przez polskiego malarza Franciszka Wastkowskiego w 1878 roku.
Obraz przedstawia ulicę Brzozową na Starym Mieście w Warszawie w zimowej scenerii.
Obraz znajduje się w zbiorach Muzeum Narodowego w Warszawie.